# Nuidis Vulko
Nuidis Vulkoo simplemente Vulko, es un personaje ficticio que aparece en los cómics estadounidenses publicados por DC Comics. El personaje es un personaje secundario recurrente de Aquaman dentro del ámbito de la política de Atlantis. En su interpretación original, a menudo sirvió bajo Aquaman como Jefe Asesor Científico de Atlantis, considerado conocido por su lealtad, liderazgo y mente brillante que le permitió servir más tarde como regente de Aquaman.Después del reinicio de continuidad de New 52 de 2011, Vulko es reintroducido como el principal asesor real bajo la reina Atlanna. Después de la supuesta muerte de Atlanna, Vulko cae en desgracia cuando afirma que su hijo, Orm Marius, es el responsable. Expulsado en desgracia, Vulko busca vengar su muerte ayudando a Arthur Curry, el hijo mayor mitad humano de Atlanna, a ganar el trono sobre Orm. Sin embargo, las acciones de Vulko traicionan la confianza de Aquaman, convirtiéndolo en un criminal y un aliado reacio durante un período de tiempo.
En DC Extended Universe, el personaje es interpretado por Willem Dafoe en Aquaman (2018). Inicialmente, el personaje estaba programado para aparecer en Liga de la Justicia (2017), pero todas las escenas de Dafoe finalmente fueron eliminadas de la película. Dafoe aparecerá como el personaje de Zack Snyder's Justice League (2021).

## Historial de publicaciones
Fue creado por Bob Haney y Howard Purcell apareciendo por primera vez en The Brave and the Bold #73 (entre agosto y septiembre de 1967).Su mirada fue rediseñada por Nick Cardy para Aquaman # 35 (septiembre de 1967).

## Historia del personaje
Vulko es el consejero científico principal de Atlantis y probablemente su figura política y académica de mayor importancia (él ha estado implicado en la mayor parte de los cambios tanto políticos como revolucionarios que ha sufrido la Atlántida desde su fundación). Vulko ha ostentado títulos como doctor, profesor, comandante e incluso el de rey de la Atlántida en la continuidad de Tierra-2. Conocía a la madre de Aquaman y era uno de los consejeros del rey Trevis. Estuvo presente en el nacimiento de Aquaman y estuvo en contra de dejarlo morir, argumentando que eso traería la maldición de Kordax (una antigua y tonta superstición atlante).
Tiempo después Vulko entabla amistad con Aquaman cuando ambos son detenidos en una prisión atlante. Después de que Aquaman se libera y gana el derecho a su trono, convierte a Vulko su regente.
En su primera aparición en cómic, ayuda a Aquaman y Átom a repeler a los invasores microscópicos de una "sola gota de agua" que son dirigidos por 'Galg The Destroyer' Poco después supervisa la transición respiratoria de agua al aire de los ciudadanos atlantes; práctica necesaria para escapar de un ataque enemigo. Durante este tiempo se convierte en el rey de la Atlántida.Él está presente cuando se confirma la muerte de Aquagirl.Vulko es el que fija un arpón en la mano faltante de Aquaman; la cual había sido comida por pirañas.
Descontento con la forma de gobierno de Aquaman, Vulko y muchos atlantes se mudaron a otra ciudad subterránea, que era dirigida por uno de los hijos ilegítimos de Aquaman, Koryak. Allí a los ciudadanos les lavaban el cerebro y eran obligados a luchar en guerras contra otras ciudades.
Como ocurre con todos los atlantes, es arrastrado al pasado.Esto conduce a los acontecimientos de la Era de la Obsidiana. La Atlántida había quedado varada hace miles de años. La recuperación del continente a su lugar y tiempo pasa por hundirlo una vez más. A la Liga de la Justicia solo le llevó unos meses rescatar a los habitantes submarinos desaparecidos, pero para ellos fueron quince años de esclavitud a sus amos, liderados por los malvados Gamemnae.Por dicho hundimiento, Aquaman es juzgado. Vulko es uno de los muchos que lo sentencian a morir en Traitor's Rock. A pesar de perder su empatía con la vida marina, Aquaman sobrevive.
Vulko también descubre una cábala de usuarios de la magia Atlante, quienes habían maximizado su poder por el incidente de "Edad de Obsidiana", convirtiéndose en traidores. Vulko resuelve ayudar a luchar contra ellos.
En la continuidad actual, él fue asesinado durante el ataque de El Espectro, que destruye la Atlántida y mata a la mayoría de los ciudadanos. El Espectro, que no estaba en su sano juicio, había sido convencido de que la fuente de todo mal era la magia atlante y en su persecución de los hechiceros traidores ocurre este incidente, donde el cuerpo de Vulko es encontrado más tarde, junto al cuerpo de Koryak el hijo ilegítimo de Aquaman, actualmente su fantasma se manifiesta en la ciudad marinera móvil 'Windward Home', que es una instalación en el mar que alberga a varios grupos de extraterrestres diferentes, cuyo objetivo es la investigación de diversas formas de beneficiar a la humanidad. Tiempo después, el fantasma de vulko se convierte en el mentor de un nuevo acuaman de nombre, Arthur Joseph Curry quien es el sobrino nieto del padre adoptivo de Orin (Arthur curry el rey de Atlántida), Tom Curry, pero se sugiere que sus poderes provienen del ADN de Orin, durante el intento de su padre el biólogo marino Philip Curry para salvar su vida de niño.

### The New 52
En The New 52, el relanzamiento y revisión de 2011 de toda la serie de DC Comics, Vulko es el exasesor de Atlantis. Vulko no pudo demostrar que Amo del Océano asesinó a su madre y los leales al Amo del Océano intentaron arrestarlo. El logró escapar y comenzó una vida en el mundo de la superficie. Mientras vive en Noruega, Vulko se enfrenta a Arthur Curry, que busca la Atlántida. Vulko le explica a Arthur sobre su hermano y le dice a Aquaman que él es el heredero legítimo del trono de Atlantis y, por lo tanto, debe derrocar a Amo del Océano.Sin embargo, Aquaman deja el trono de Atlantis al Amo del Océano con la promesa de no invadir el mundo de la superficie.
Más tarde, Vulko está ayudando a los marineros a pescar cuando otro hombre le muestra el cadáver de un soldado atlante. Al parecer, Vulko sabe que algo anda mal y se sumerge en el mar.El llega a Metrópolis durante la historia del Throne of Atlantis y rescata a Lois Lane de la inundación. El se presenta a la Liga de la Justicia y pregunta por Aquaman antes de colapsar.La Liga de la Justicia lleva a Vulko a la Atalaya y contacta a Aquaman. Vulko les informa que Amo del Océano está librando una guerra en la superficie.
Cyborg recoge al doctor Stephen Shin (el amigo de Aquaman que ayudó a Arthur a desarrollar sus poderes) y también lo lleva a la Atalaya. Vulko le pide a Cyborg que ayude a Aquaman y a los miembros de reserva de la Liga de la Justicia.Mientras Vulko y Shin observan a las criaturas conocidas como La Trinchera atacar al Amo del Océano y a los soldados atlantes, Vulko ataca a Shin, revelando que Vulko (quien contrató a Black Manta para robar el cetro reliquia atlante) es responsable de la guerra atlante. El culpa a Shin por su actual exilio después de que Aquaman dejara el trono.
Vulko escapa de la Atalaya y llega a Boston para ver a Aquaman luchar contra el Amo del Océano por el trono atlante. Cuando Aquaman derrota al Amo del Océano y a los soldados atlantes engañados, Vulko se rinde y confiesa que quiere recuperar su vida en la Atlántida. Aquaman está indignado por la inundación y las personas que se ahogaron, y los soldados atlantes llevan a Vulko para un juicio atlante.
Posteriormente, mientras está encarcelado en Atlantis, Vulko se enfrenta a Aquaman, quien le pregunta sobre el traficante de armas que vende armas atlantes fuera de las aguas territoriales. Vulko le informa que estudió el mundo de la superficie y que el traficante de armas es Scavenger.Más tarde, Vulko informa a los guardias atlantes que quiere ver a Aquaman inmediatamente después de su regreso, porque temía que el "ser no especificado" fuera el Rey Muerto, el primer Rey de la Atlántida.Cuando Scavenger y sus hombres invaden la Atlántida para tomar el trono, los guardias atlantes van a ejecutar a Vulko cuando su celda de la prisión fue rota, pero el guardián atlante impide que los guardias atlantes ataquen a Vulko sin que se lleve a cabo su juicio. Mientras los guardias atlantes mencionaron que debían defender la Atlántida, el director atlante lleva a Vulko a otra celda de la prisión.Aquaman llega para defender la Atlántida, pero los atlantes deben retroceder ante los hombres de Scavenger, quienes finalmente son contaminados por la orden de Aquaman y el propio Aquaman usa su habilidad de fuerza física para convocar al Kraken para atacar a los hombres de Scavenger. Sin embargo, Aquaman estaba inconsciente cuando llegan los soldados del Rey Muerto y Xebel. Aquaman revive con Vulko en el mundo de la superficie, pero Vulko le revela a Aquaman que ha estado en coma durante seis meses.
Vulko explica que el Rey Muerto ha tenido el control de la Atlántida y busca vengarse de los siete reyes de la Atlántida, por lo que él y Aquaman están a salvo en la Antártida, donde se encuentra la tumba del Rey Muerto. Aquaman todavía está enojado con él por los eventos de "Throne of Atlantis", pero Vulko le muestra la verdad sobre el pasado del Rey Muerto. Aquaman se enteró de que era descendiente de Orin, cuyo engaño contra su propio hermano llevó a la toma del reino de Atlantis por parte del Rey Muerto.Aquaman usa el cetro reliquia contra el Rey Muerto. Aquaman coloca a Vulko en un pedestal y lo perdona por manipular los eventos del "Trono de la Atlántida", pero aun así el juicio debe continuar hasta que termine. Aquaman llega para liberar a los atlantes para luchar contra los soldados del Rey Muerto y Xebel. Cuando el Rey Muerto agarra el cetro reliquia y ataca a Aquaman, Vulko intenta evitar que el Rey Muerto lo mate, diciendo que Aquaman es el rey legítimo de la Atlántida, lo que hace que el Rey Muerto se enoje tanto que intenta destruir toda la Atlántida, pero Aquaman detuvo y destruyó al Rey Muerto junto con el cetro reliquia. La batalla termina cuando Aquaman recupera el trono una vez más.

### Rebirth
Durante la carrera de Dan Abnett, Vulko fue liberado misteriosamente de su cárcel durante el levantamiento de Corum Rath. El observó la Corona de Espinas capsulando la ciudad de la Atlántida y la caída de Aquaman.Haciendo equipo con los rebeldes, logró alertar a Mera cuando supo que Arthur estaba vivo.Eventualmente, de mala gana, se une a Arthur, a pesar de que Arthur ya no confía en él (refiriéndose a Vulko no solo como "El operador político más tortuoso que he conocido", sino también "Una de las personas más silenciosamente peligrosas de la Atlántida").

## Poderes y habilidades
Como Atlanteano, Vulko posee habilidades sobrehumanas naturales que le otorgan mayor fuerza, durabilidad, vista, natación y velocidad, lo que le permite prosperar en las profundidades del océano y vivir bajo el agua indefinidamente. Aunque puede que no posea la destreza física de un guerrero, Vulko lo compensa con sus habilidades como manipulador político, habilidades tácticas, amplio conocimiento de la historia y mitología atlante y una mente científica brillante.

## Apariciones en otros medios

### Televisión
- Vulko aparece en los segmentos "Aquaman" de The Superman/Aquaman Hour of Adventure de 1967.
- Vulko aparece en el episodio "Downtime" de Young Justice, interpretado por Jeff Bennett.[44]Allí es un científico atlante, que examina una extraña criatura atrapada en el hielo.
- Nuidis Vulko aparece en Aquaman: King of Atlantis, con la voz de Thomas Lennon.[45][44]

### Cine

#### Animadas
- Vulko apareció en Justice League: The Flashpoint Paradox, interpretado por Peter Jessop.[44]

#### Universo extendido de DC Comics
- Vulko aparece en las películas ambientadas en el DC Extended Universe, interpretado por Willem Dafoe.[46]Esta versión es un asesor general de Arthur Curry quien lo entrenó en artes marciales y le enseñó sobre su herencia atlanteana.
  - Vulko iba a aparecer en la película de 2017 Liga de la Justicia, antes de que se cortaran sus escenas. Finalmente fueron restaurados en la versión del director, Liga de la Justicia de Zack Snyder (2021).[47]
  - Vulko apareció en la película de 2018 Aquaman.[48]El entrenaba al joven Arthur Curry al no contarle sobre la "muerte" de su madre (más tarde se descubre que la Reina está viva). Cuando Arthur crece, Vulko lo envía a buscar las pistas del Tridente de Atlan. Vulko es arrestado por Orm por esto. Cuando Orm es derrotado, ordena a los Guardias de Atlantis que le den a Orm una habitación con vistas.
  - Vulko estaba destinado a aparecer en Aquaman y el Reino Perdido (2023), pero finalmente fue eliminado debido a que Dafoe no estaba disponible.[49][50]Como tal, el personaje murió fuera de la pantalla por la contaminación del océano.[51]

### Videojuegos
- Vulko aparece como un personaje jugable en Lego DC Super-Villains.